# Religionis Zelus
Religionis Zelus (en latín El celo de la religión) es una bula papal hecha pública el 3 de julio de 1528 por el papa Clemente VII. Con este documento se aprueba formalmente la reforma de la Orden de los Hermanos Menores solicitada por Mateo de Bascio. Fue escrita en la ciudad de Viterbo (Estados Pontificios).

## Historia
Luego de unos años de vivir la nueva vida franciscana, Mateo se da cuenta de que no era precisamente lo que quería, razón por la cual abandona la nueva forma de vida. Asumen como superiores los hermanos Ludovico y Rafael Fossombrone.

## Contenido
Dirigida a los hermanos Ludovico y Rafael de Fossombrone, la bula les concede:
«La absolución de toda censura y pena eclesiástica; llevar el hábito con capucha cuadrada; recibir candidatos; llevar la barba; retirarse en eremitorios y mendigar por todos los lugares; gozar “aeque principaliter” de los privilegios, indultos y gracias concedidos y que se concederán a la Orden de los hermanos menores y a los ermitaños camaldulenses. Siguen las penas contra los que contravengan estas normas, las cláusulas derogatorias y el mandato ejecutivo».
La bula, además de lo anterior, contiene las siguientes licencias:
1. La absolución de los hermanos Fossombrone, considerándolos absueltos, si de cualquier modo hubieran incurrido en algún tipo de censura, pena u otras sentencias eclesiásticas de excomunión, suspensión o entredicho, bien sea por el derecho (a iure) o por hombre (ab homine), exclusivamente por orden del efecto de las presentes letras.
2. Se les concede por autoridad apostólica, a tenor de las presentes, (poder):
  - Conducir vida eremítica según la Regla predicha y llevar hábito con capucho cuadrado.
  - Recibir en vuestro grupo (consortium) a cualquiera, tanto clérigos seculares como sacerdotes y laicos.
  - Llevar barba tanto ellos como vosotros.
  - Retirarse en cualquier eremitorio o lugar, previo consentimiento de los señores de tales lugares, y en ellos habitar, conducir vida austera y eremítica y mendigar por todas partes;
  - Concedemos una licencia y facultad plena y libre para usar, poseer y gozar aeque principaliter, libremente y lícitamente, todos y cada uno de los privilegios, indultos y gracias, concedidos hasta hoy o que se concederán en el futuro, bien sea en especie o en general, a la Orden de los hermanos menores y al eremitorio de los camaldulenses del beato Romualdo y de sus ermitaños, del mismo modo en que los usan, los poseen y gozan de ellos o gozarán en el futuro.